# F. Papp Endre
Papp Endre (F. Papp Endre) (Szeghalom, 1967. április 15. –) magyar író, irodalomkritikus, szerkesztő.

## Élete
Tanulmányait Debrecenben a KLTE Bölcsészkarának magyar szakán végezte, 1992-1997 között. 1998-tól gimnáziumi tanárként dolgozott a Kosztolányi Dezső Általános Iskolában és Gimnáziumban, emellett a Szépirodalmi Figyelő című irodalmi, kritikai, szemléző folyóirat főszerkesztője volt. 1999-től pedig a Hitel (folyóirat) szerkesztője, majd felelős szerkesztője, 2016-tól főszerkesztője lett. Tanulmányokat, irodalomkritikákat, esszéket publikál folyóiratokban.

## Művei

### Önálló kötetek
- 2001: Megállni a megértésnél? (esszék, tanulmányok, kritikák), Felsőmagyarország Kiadó, Miskolc
- 2011; 2004: A névjegyen I-II. (antológia) (Szerk.)
- 2007: Szemléletünk próbája (esszék, tanulmányok), Felsőmagyarország Kiadó, Miskolc
- 2008: A visszaszerzés reménye. (antológia, szerk.)
- Az irodalomtudomány nemzeti jellegéről. Irodalomértésünk helyzete és a nemzeti szempontú irodalomértés esélyei. A Petőfi Irodalmi Múzeumban, 2012. november 14-én tartott konferencia előadásainak szerkesztett változata; szerk. Papp Endre; Hitel Könyvműhely–Nemzeti Kultúráért Alapítvány, Bp., 2014
- Bánffy Miklós-emlékkonferencia. 2013. december 18.; szerk. Papp Endre; MMA, Bp., 2014 (A Magyar Művészeti Akadémia konferenciafüzetei)
- Falumitológiák, faluvalóságok félszáz év magyar irodalmában. Konferencia, 2014. március 24.; szerk. Papp Endre; MMA, Bp., 2014 (A Magyar Művészeti Akadémia konferenciafüzetei)
- 2013: Azonos önmagával (esszék, tanulmányok, kritikák), Hitel Könyvműhely
- 2016: Vári Fábián László (kismonográfia), Magyar Művészeti Akadémia, Budapest (Közelképek írókról)
- Görömbei András (kismonográfia), Magyar Művészeti Akadémia, Bp., 2019
- Döbrentei Kornél; MMA, Bp., 2020 (Közelképek írókról)
- Cs. Szabó László; MMA, Bp., 2022

### Antológiákban
- 2000 Nemzetiségi magyar irodalmak az ezredvégen, szerk. Görömbei András, Debreceni Egyetem Kossuth Egyetemi Kiadója, Debrecen
- 2000 In honorem Tamás Attila (antológia), Kossuth Egyetemi Kiadó, Debrecen
- 2001 A névjegyen, Magyar Napló Kiadó, Budapest
- 2004 A névjegyen II., Magyar Napló Kiadó, Budapest
- 2005 Cselekvő irodalom – Írások Görömbei András tiszteletére (antológia), Budapest
- 2008 A visszaszerzés reménye – Húszéves a Hitel (antológia), A Hitelért Alapítvány, Budapest
- 2009 Pályatükrök – Húsz portré fiatal alkotókról, Magyar Írószövetség Arany János Alapítványa – Kortárs Könyvkiadó, Budapest

## Díjai
- 2001: Bárka-díj
- 2002: Móricz Zsigmond-ösztöndíj
- 2004: Pro Literatura-díj
- 2009: Tokaji Írótábor díja
- 2011: Eötvös József Sajtódíj
- 2015: Teleki Pál-érdemérem
- 2018: Tamási Áron-díj
- 2019: Hídverő-díj
- 2020: József Attila-díj

## Interneten olvasható művei
- Az irodalomkritika feladata, Kortárs, 2000/4.
- „csak az új ami régi”[halott link] (Nagy Gábor (költő): Lélekvesztő), Bárka, 2001/2. 91–93.
- “Bölcs észrevételek és különös események füzére” (Fehér Béla: Filkó; Triptichon), Hitel, 2002/4.
- Dac és remény (Nagy Gáspár: Ezredváltó, sűrű évek), Új Könyvpiac, 2003/4.[halott link]
- A folytathatóság stílusa (Pécsi Györgyi: Kányádi Sándor), Új Forrás, 2004/4.
- Etikus beszéd (N. Pál József: "A megtartók jönnek...", Új Forrás, 2005/9. Archiválva 2020. augusztus 7-i dátummal a Wayback Machine-ben
- Mérték és méltóság (Buda Ferenc: Árapály), Kortárs, 2006/7.
- Homo aestheticus (Tornai József: Léda megerőszakolása), Új Forrás, 2007/8.
- A nyelv felszabadít (Nagy Gáspár költészetének logikája), Hitel, 2009/5.[halott link]